# Daedalus (årsbok)
Daedalus är en årsbok som ges ut av Tekniska museet i Stockholm. Den tillkom 1931 för att utgöra länk mellan museet och alla som bidrog till museet, med donationer till samlingar eller drift. Den produceras vanligen av museet på eget förlag i samarbete med föreningen Tekniska museets vänner. Fram till 2017 har 84 årgångar givits ut. Namnet är hämtat från mytens Daidalos. Tidvis har museet även i samband med årsboken givit ut en kalender med namnet Ikarus, uppkallad efter Ikaros.